# Lago Mead
Lake Mead es el mayor lago y embalse artificial de los Estados Unidos. Está situado en el río Colorado, a unos 48 km al sureste de Las Vegas, Nevada, entre los estados de Nevada y Arizona. Formado por el agua recogida por la Presa Hoover, se extiende 180 kilómetros detrás de la presa y tiene 35 km³ de agua. El agua del lago se envía mediante acueductos a las comunidades del sur de California y Nevada. Su principal tributario es el río Virgen.
Su nombre proviene de Elwood Mead, quien fue comisario de la Oficina de Reclamación de Estados Unidos entre 1924 y 1936, durante la planificación y construcción del Boulder Canyon Project, que creó la presa y el lago.
La Lake Mead National Recreation Area se estableció en 1964 y ofrece actividades de ocio y recreación todo el año.
La construcción de la Presa Hoover forzó la evacuación de varias comunidades, en particular St. Thomas, Nevada, cuyo último residente abandonó la localidad en 1938. En ocasiones pueden verse las ruinas de St. Thomas cuando desciende el nivel del agua.

## Ocio

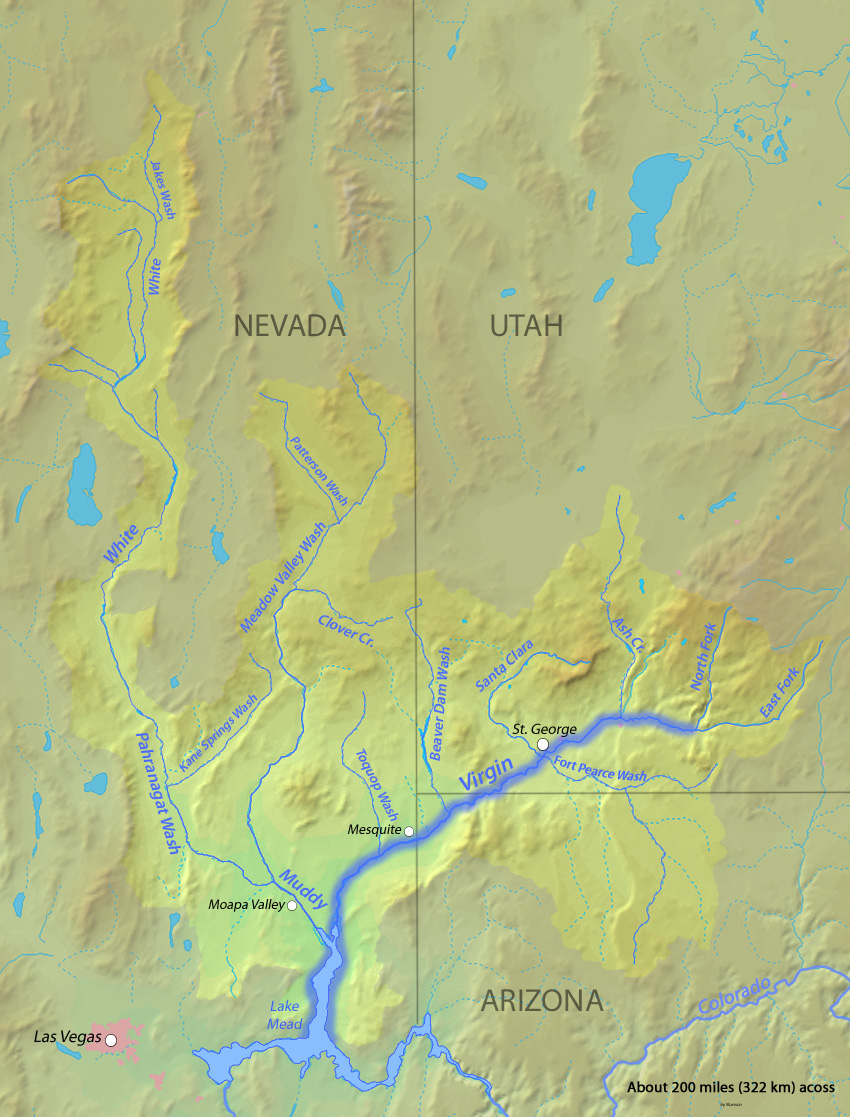
Mapa de la cuenca del lago Mead, en el que se observa su principal tributario, el río Virgen

Lake Mead ofrece numerosas actividades de ocio a lugareños y turistas. La más popular es pasear en barca. Otras actividades son la pesca, el esquí acuático, la natación, y tomar el sol. La zona también tiene muchas ensenadas con acantilados rocosos y playas arenosas. En la zona del lago hay varias islas de pequeño a mediano tamaño dependiendo del nivel del agua. Además, aquí se sitúa el Alan Bible Botanical Garden, un pequeño jardín botánico.

## Estadísticas
- Área superficial: 640 km²
- Volumen de agua: aproximadamente 35,2 km³; casi dos años de caudal medio del río Colorado; el mayor embalse de EE. UU.
  - Esta agua es suficiente para cubrir por completo el estado de Pensilvania con una profundidad de 30 cm.
- Litoral: 885 km
- visitantes por año: 8 - 10 millones anuales (Lake Mead National Recreation Area).
  - Quinto parque nacional más visitado de Estados Unidos (según el National Park Service).

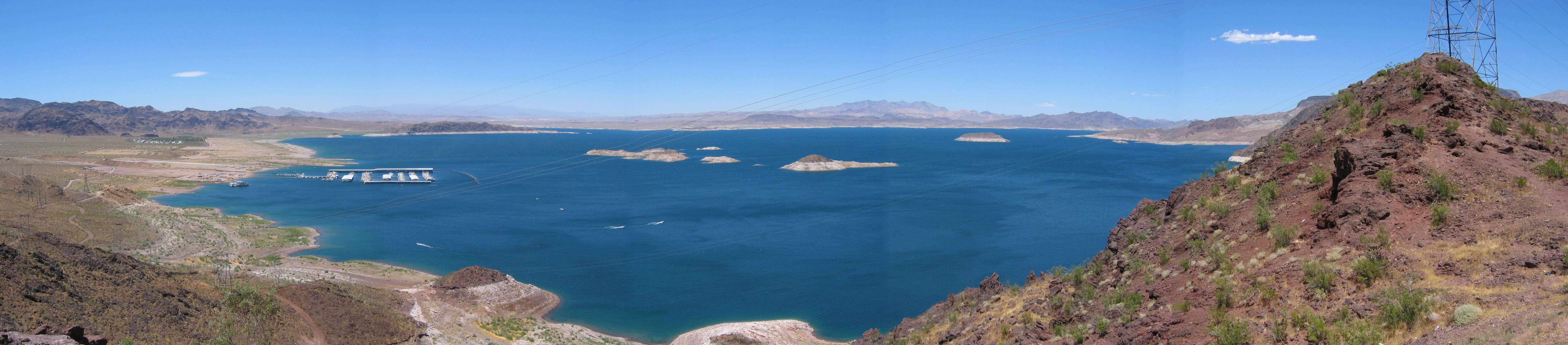
Vista panorámica de Lake Mead.

## Disminución del tamaño

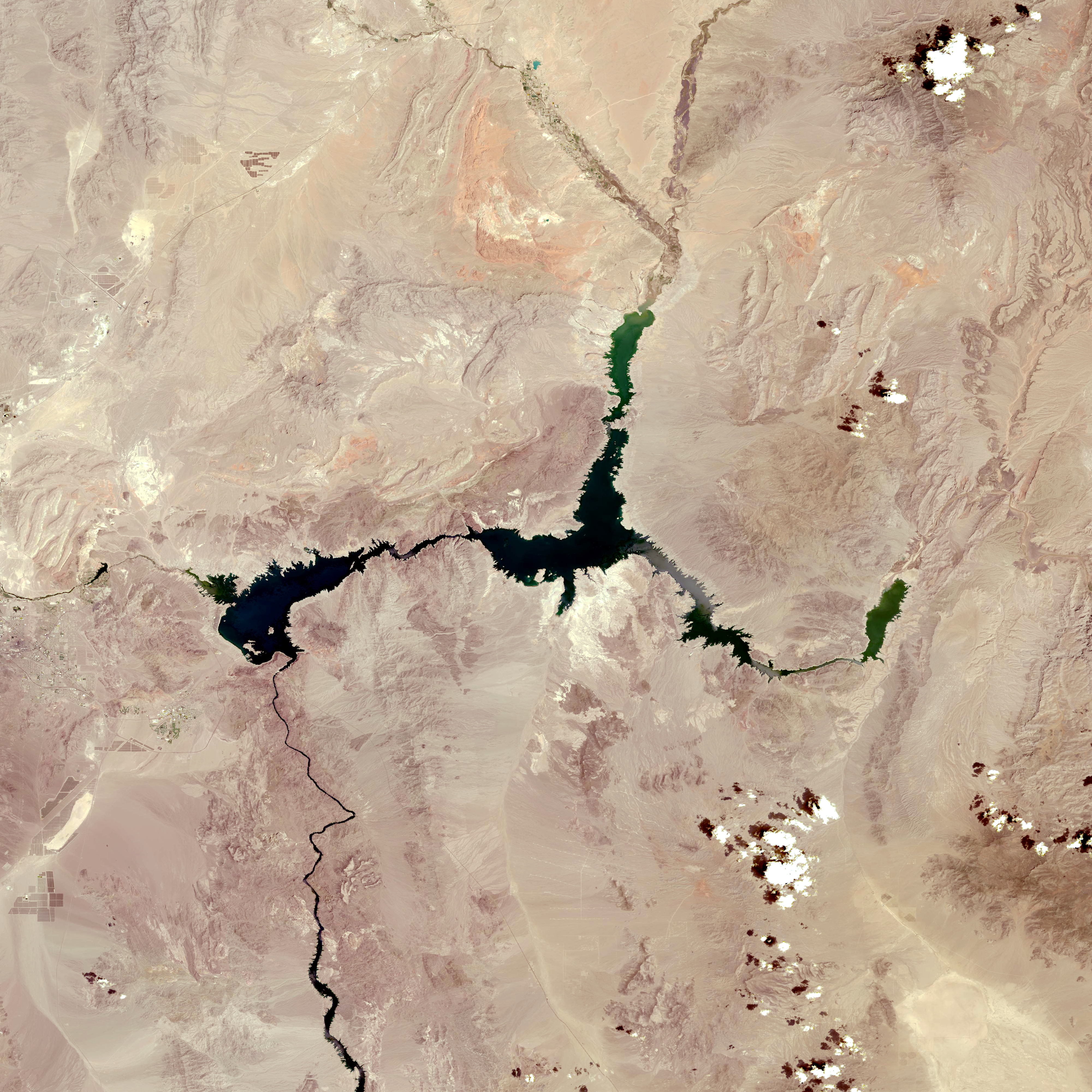
Imágenes satelitales del Landsat 8 del lago Mead en julio de 2022 durante la Sequía en América del Norte de 2020-2023

El lago ha permanecido por debajo de su capacidad total desde 1983 debido a la sequía y al aumento de la demanda de agua. Al 31 de mayo de 2022, el lago Mead tenía el 26,63% de su capacidad total con 7,517 millones de acres-pie (9,272,000 megalitros), habiendo caído en junio de 2021 por debajo del mínimo histórico anterior del embalse de 9,328 millones de acres-pie (11.506.000 megalitros) registrados en julio de 2016, y nunca volverán a ese nivel. En un borrador del plan operativo anual del río Colorado para 2022, publicado por la Oficina de Recuperación de EE. UU., se esperaba que se declarara una "condición de escasez" para 2022, debido a que el nivel del lago caería por debajo de los 1.075 pies (327,7 m), lo que han resultado en una reducción proyectada del 4,44% en el suministro de agua aguas abajo.